# Coniopteryx verticicornis
Coniopteryx verticicornis är en insektsart som beskrevs av Monserrat 1989. Coniopteryx verticicornis ingår i släktet Coniopteryx och familjen vaxsländor. Inga underarter finns listade i Catalogue of Life.